# Đắc Tôi
Đắc Tôi is een xã in het district Nam Giang (Quảng Nam), een van de districten in de Vietnamese provincie Quảng Nam.
Đắc Tôi is een nieuwe xã in Nam Giang, nadat het op 11 januari 2011 werd afgesplitst van La Dêê. Đắc Tôi heeft ruim 800 inwoners.